# 青島燐寸
青島燐寸（チンタオマッチ）は、かつて青島市に存在した企業。

## 概要
1918年2月、第一次世界大戦の結果日本が租借地として統治することとなった青島市に瀧川儀作が設立した。払込金は57万円であり、主要産品はマッチであった。
しかし、後に中国人の経営するマッチ工場が設立され、それが中国人の需要を満たすようになると青島燐寸は大打撃を受け、山東燐寸と合併した。